# Feuerbacher Heide

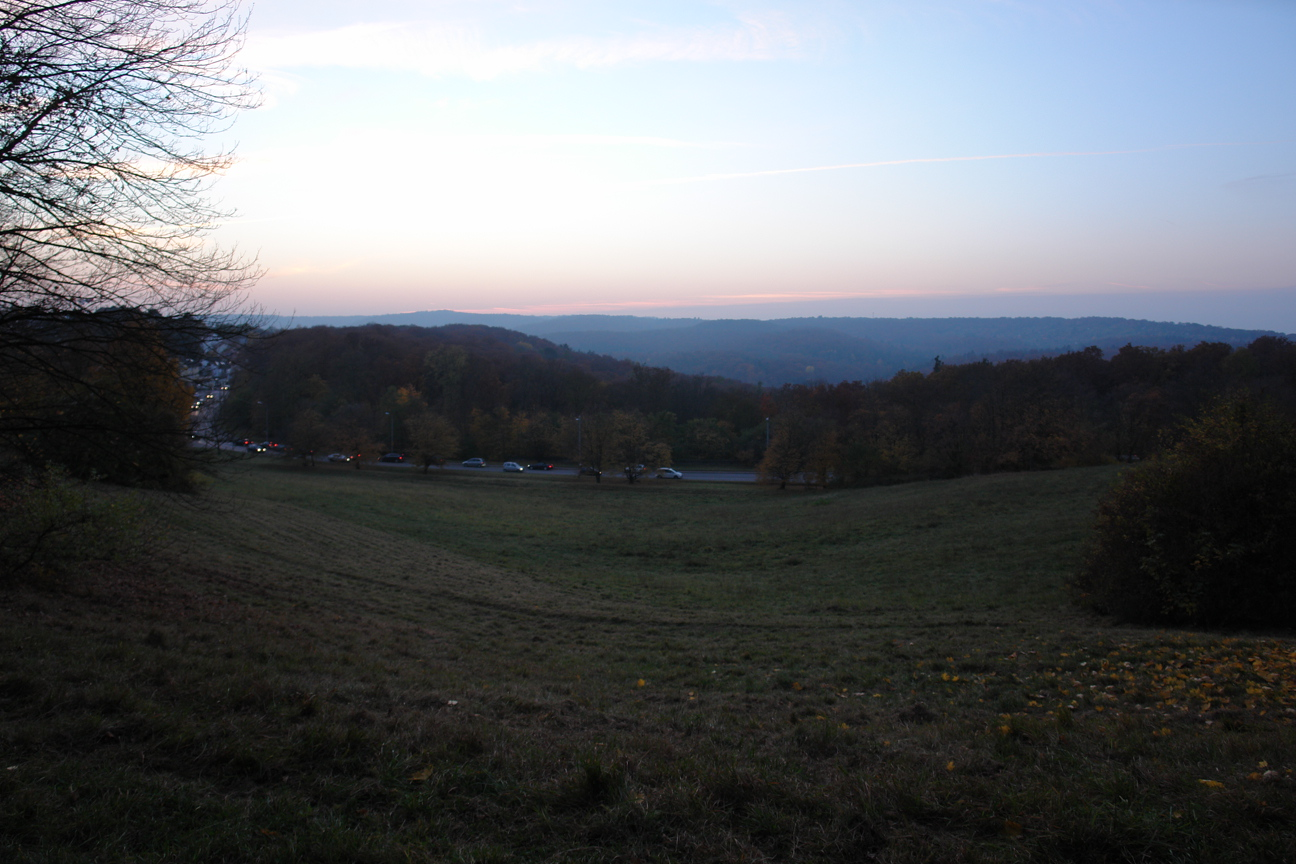
Abendstimmung über der Feuerbacher Heide

Die Feuerbacher Heide (bis Ende des 17. Jahrhunderts auch Frauenberger Heide oder Hundsmaul) ist eine ausgedehnte, parkähnliche Grünfläche im Stuttgarter Stadtbezirk Nord, die zum Großteil aus saisonal von Schafen beweideten Wiesen besteht, aber auch ein Schrebergartengebiet enthält. Sie ist die dem Stadtbezirk Feuerbach zugewandte, nördliche Hangfläche der höchsten Erhebung des Stadtbezirks Nord mit dem Bismarckturm, einem beliebten Aussichtspunkt oberhalb der Stadt auf dem Gähkopf (409 m ü. NN). Die Feuerbacher Heide erstreckt sich von der gleichnamigen Wohnstraße im Westen, die an der Doggenburg beginnt, bis zum Gelände des Tennisclubs TC Weissenhof im Osten und wird im Norden von der Hauptstraße Am Kräherwald begrenzt, die die Feuerbacher Heide vom Kräherwald und damit dem sich weit in den Stuttgarter Westen erstreckenden Waldgebiet trennt. Sie geht im Nordosten in den Stadtteil Killesberg über und hat eine Grünverbindung zum Höhenpark Killesberg. Somit kann die Feuerbacher Heide als der äußerste und höchstgelegene Teil des Grünen U angesehen werden.
Um 1480 stritten sich Feuerbach, Cannstatt und Stuttgart, deren Markungen in der Nähe der  Burg Frauenberg auf der deshalb auch Frauenberger Heide genannten Fläche aufeinanderstießen, immer wieder wegen der von den gemeindlichen Grenzziehungen abhängigen Weiderechte. Aus dem Jahr 1574 stammt eine Augenscheinkarte, die zu den ältesten von Stuttgart und Cannstatt zählt. Der Streit konnte erst 1649 endgültig beigelegt werden. Im 19. Jahrhundert fanden auf der Feuerbacher Heide Hinrichtungen statt, nachdem die Richtstätte vor dem Hauptstätter Tor, d. h. der bisherige Hinrichtungsplatz am heutigen Wilhelmsplatz, im Jahr 1811 von der Hauptstätter Straße auf die Feuerbacher Heide verlegt worden war. So wurde etwa die Giftmischerin Christiane Ruthardt dort 1845 mit dem Schwert enthauptet.
An der gleichnamigen Straße im Westen der Feuerbacher Heide sowie in dem übrigen angrenzenden Wohngebiet gibt es architektonisch und kulturell interessante Wohnbauten:
- Die Villa Kahn des Architekten Paul Schmitthenner in der Feuerbacher Heide
- Die ehemalige Villa Levi (auch Salamander-Villa) von den Architekten Hugo Schlösser und Johann Weirether in der Feuerbacher Heide.
- Das Wohnhaus Zerweck des Architekten Paul Schmitthenner in der Feuerbacher Heide
- Das Wohnhaus Dr. Gustav Einstein, Feuerbacher Heide 78, heute Anzengruberstr. 27
- Die Villa Porsche der Architekten Paul Bonatz und Fritz Scholer am Feuerbacher Weg
- Die Villa Roser, ebenfalls von Paul Schmitthenner erbaut
- Das Landhaus Roser von Paul Bonatz
- Das Theodor-Heuss-Haus am Feuerbacher Weg

## Landschaftsschutzgebiet
Die Flächen westlich des Feuerbacher Wegs auf Gemarkung Stuttgart sowie die unbewaldeten Flächen zwischen dem Nordrand des Kräherwaldes und dem Baugebiet am Holbeinweg und an der Grünewaldstraße auf den Gemarkungen Stuttgart und Feuerbach wurden durch Verordnung des Bürgermeisteramts der Stadt Stuttgart vom 10. November 1961 unter der Schutzgebietsnummer 1.11.007 als Landschaftsschutzgebiet ausgewiesen. Das LSG hat eine Größe von 21,3 Hektar.